# 곽민선
곽민선(1992년 3월 4일 ~ )은 대한민국의  방송인이자 전직 아나운서 출신이다. 

## 학력
- 숙명여자대학교 (미디어학부 / 학사

## 경력
동 연도
상세 활동
2016년
MTN 머니투데이방송 아나운서[8]
2017년
티브로드 뉴스 앵커
2018년
삼성전자 사내 아나운서
2019년~2020년
SPOTV GAMES 아나운서[9]
2021년
SPOTV 소속 방송인, 넷마블 전속 아나운서
2022년~
스타잇엔터테인먼트

## 진행

### TV
활동 연도
상세 활동
2019년
EACC SPRING 2019 한국대표 선발전 및 본선 진행
2019년
EACC WINTER 2019 한국대표 선발전 및 본선 진행
2019년
맨체스터 시티 FC 피파 온라인 4 코리아팀 선발전 진행
2019년
고등피파 파이널 토너먼트 진행
2020년
아프리카TV Shape Your Football 진행
2020년
WCG 2020 Connected 피파 온라인 4 분석데스크 진행
2020년
피파온라인4+피파모바일 Winter Showcase 진행
2020년
EACC AUTUMN 2020 진행
2021년
eK LEAGUE 진행
2021년
EACC SUMMER 2021 진행
2022년
FIFAe 콘티넨탈컵 진행

## 사건사고
- 2024년 5월 12일 대전광역시 유성구 e스포츠경기장에서 열린 배틀그라운드 모바일 프로 시리즈 2024 행사에 참여해 행사를 진행하던 중 무대 에어샷 축포에 눈 부상당했다.[1]